# Patrocínio do Muriaé
Patrocínio do Muriaé – miasto i gmina w Brazylii, w stanie Minas Gerais. Znajduje się w mezoregionie Zona da Mata i mikroregionie Muriaé.